# Volvo LV4
Volvo LV4 är en lastbil, tillverkad av den svenska biltillverkaren Volvo mellan 1928 och 1930.

## Historik

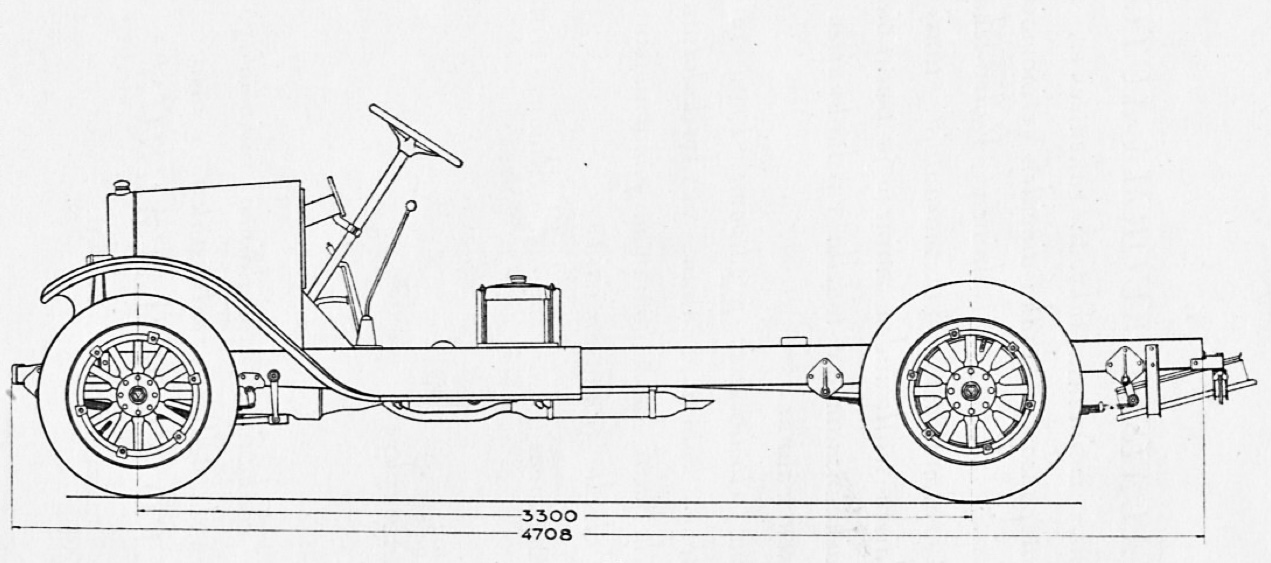
Volvo LV4 Radstånd och ram längd

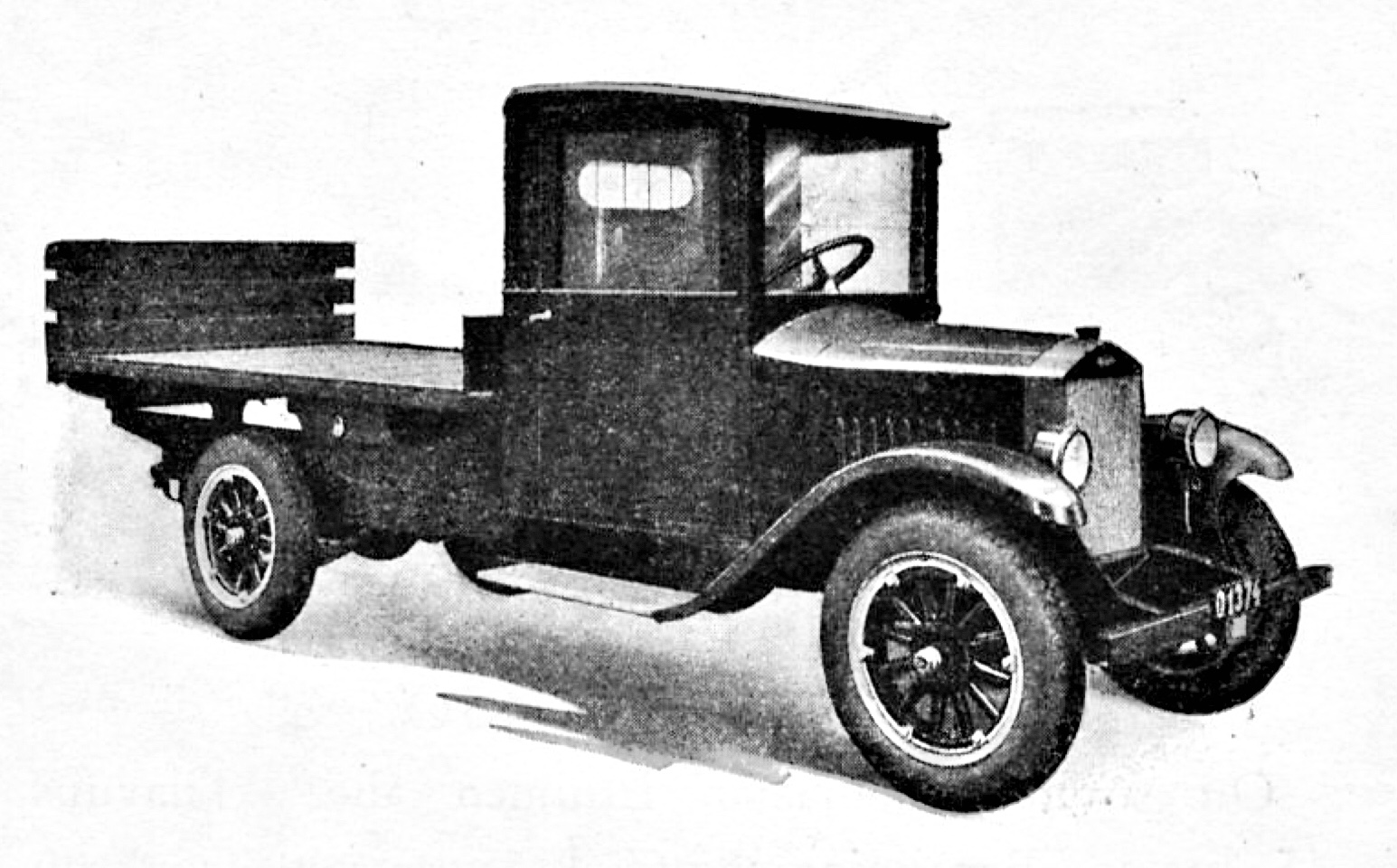
Volvo LV4 med lastyta

Volvo introducerade sin första lastbil, LV Typ 1, i början av 1928. Lastbilen delade många komponenter med personbilarna ÖV4 och PV4, bland annat drivlinan, men hade ett kraftigare chassi som byggdes med två olika hjulbaser: 3,3 och 3,7 m. Trots att den lilla fyrcylindriga sidventilsmotorn var i klenaste laget blev lastbilen en försäljningssuccé, till skillnad från personbilarna.
Lastbilen som var designad för en nyttolast på 1,5 ton hade en fyrcylindrig motor med 1944 ccm. Borrningen var 75 mm och slaget 110 mm. Elutrustningen kom från BOSCH. Bakaxeln var tillgänglig med två växellådsvarianter. Modell A: utväxling 1:6,63 för en hastighet på 50 km/h. Modell B: utväxling 1:7,43. Hastighet cirka 40 km/h. Fordonets däck hade storleken 30x5 fram och 32x6 bak. Bensinbehållaren hade en volym av 45 liter och var monterad under förarsätet.Den totala längden på ramen var 4708 mm. Den totala bredden är 1560 mm. Lasten hade en längd av 2800 mm. I förarhytten fanns det två bekväma sittplatser.
Efter en första serie om 500 st Typ 1-bilar presenterades den kraftigare LV Typ 2 redan hösten 1928.  Många komponenter hade förstärkts för att bättre passa en lastbil och spårvidden hade breddats.

## Motorer
| Modell | Årsmodell | Motor                 | Cylindervolym | Effekt | Bränslesystem   |
| ------ | --------- | --------------------- | ------------- | ------ | --------------- |
| LV4    | 1928-30   | DA: 4-cyl radmotor sv | 1944 cm³      | 28 hk  | Enkel förgasare |

## Tillverkades
| År    | LV Typ 1 | LV Typ 2 |     |
| ----- | -------- | -------- | --- |
| 1928  | ≈ 270    | ≈ 20     |     |
| 1929  | ≈ 227    | ≈ 270    |     |
| 1930  | 0        | ≈ 208    |     |
| Summa | 497      | 498      | 995 |